# Bernhard Russi
Bernhard Russi (Andermatt, 20 agosto 1948) è un dirigente sportivo ed ex sciatore alpino svizzero.
Specialista della discesa libera, è stato uno degli atleti di punta della squadra elvetica degli anni 1970; nel suo palmarès vanta, tra l'altro, la medaglia d'oro olimpica vinta a Sapporo 1972 (valida anche come titolo mondiale), la medaglia d'oro iridata di Val Gardena 1970 e due Coppe del Mondo di specialità. Dopo il ritiro è diventato dirigente nei quadri della Federazione Internazionale Sci e si è dedicato alla progettazione di piste sciistiche.

## Biografia

### Carriera sciistica

#### Stagioni 1969-1972
Russi entrò nella nazionale maggiore svizzera nella stagione 1968-1969, durante la quale esordì in Coppa del Mondo il 12 dicembre nello slalom gigante di Val-d'Isère, classificandosi 48º, e si piazzò 3º nella discesa libera della XX edizione della 3-Tre a Madonna di Campiglio. Il 10 gennaio 1970 sulla Lauberhorn di Wengen colse il suo primo piazzamento in Coppa del Mondo (10º in discesa libera) e il 15 febbraio successivo in Val Gardena, sulla pista Saslong nell'ultimo giorno dei Mondiali di quell'anno (i primi per Russi), partendo per quindicesimo vinse il titolo iridato nella discesa libera davanti all'austriaco Karl Cordin e all'australiano Malcolm Milne.
Nella stagione 1970-1971 vinse la sua prima Coppa del Mondo di discesa libera (con 10 punti di margine su Bernard Orcel) grazie anche a quattro podi (tra i quali il primo in carriera, il 16 gennaio a Sankt Moritz: 2º in discesa libera), con tre vittorie: tra queste la prima in carriera, il 31 gennaio in discesa libera a Megève, e l'unico successo di Russi in slalom gigante, il 13 febbraio a Mont-Sainte-Anne. In classifica generale fu 5º. L'anno dopo bissò il successo nella Coppa del Mondo di specialità (con 27 punti di vantaggio su Karl Schranz) e si piazzò nuovamente 5º in classifica generale; i suoi podi quell'anno furono cinque, tutti in discesa libera, con tre vittorie tra le quali quella del 15 marzo sulla Saslong della Val Gardena. Agli XI Giochi olimpici invernali di Sapporo 1972, suo esordio olimpico, vinse la medaglia d'oro nella discesa libera; la Svizzera celebrò allora un doppio successo, poiché secondo fu Roland Collombin.

#### Stagioni 1973-1978
Nella stagione 1972-1973 in Coppa del Mondo nonostante i quattro podi (due le vittorie) fu 6º nella classifica generale e venne battuto in quella di specialità da Collombin di 24 punti, mentre in quella successiva ottenne un solo podio e chiuse 17º nella classifica generale e 4º in quella di discesa libera; ai Mondiali di Sankt Moritz 1974 si piazzò 13º nella discesa libera. Anche nel 1974-1975 in Coppa del Mondo fu 4º nella classifica di discesa libera; con due podi (nessuna vittoria) chiuse inoltre all'11º posto nella classifica generale. Nel 1975-1976 i suoi podi nel massimo circuito furono tre e si classificò 8º nella classifica generale e 3º in quella di specialità, ma ai XII Giochi olimpici invernali Innsbruck 1976, seconda e ultima presenza olimpica di Russi, salì nuovamente sul podio conquistando la medaglia d'argento nella discesa libera dietro all'austriaco Franz Klammer.
nel 1976-1977 tornò alla vittoria in Coppa del Mondo, ma quella del 30 gennaio a Morzine in discesa libera sarebbe rimasta l'ultima della carriera di Russi; ottenne inoltre sei terzi posti e si piazzò per l'ultima volta tra i primi dieci sia nella classifica generale (5º), sia in quella di discesa libera (3º) del circuito. Nel corso della sua ultima stagione agonistica, 1977-1978, conquistò ancora un podio in Coppa del Mondo, il 22 dicembre sull'Olimpia delle Tofane di Cortina d'Ampezzo (2º), e partecipò ai suoi ultimi Mondiali: il 14º posto ottenuto il 29 gennaio nella rassegna iridata di Garmisch-Partenkirchen fu l'ultimo piazzamento della carriera di Russi.

### Carriera dirigenziale

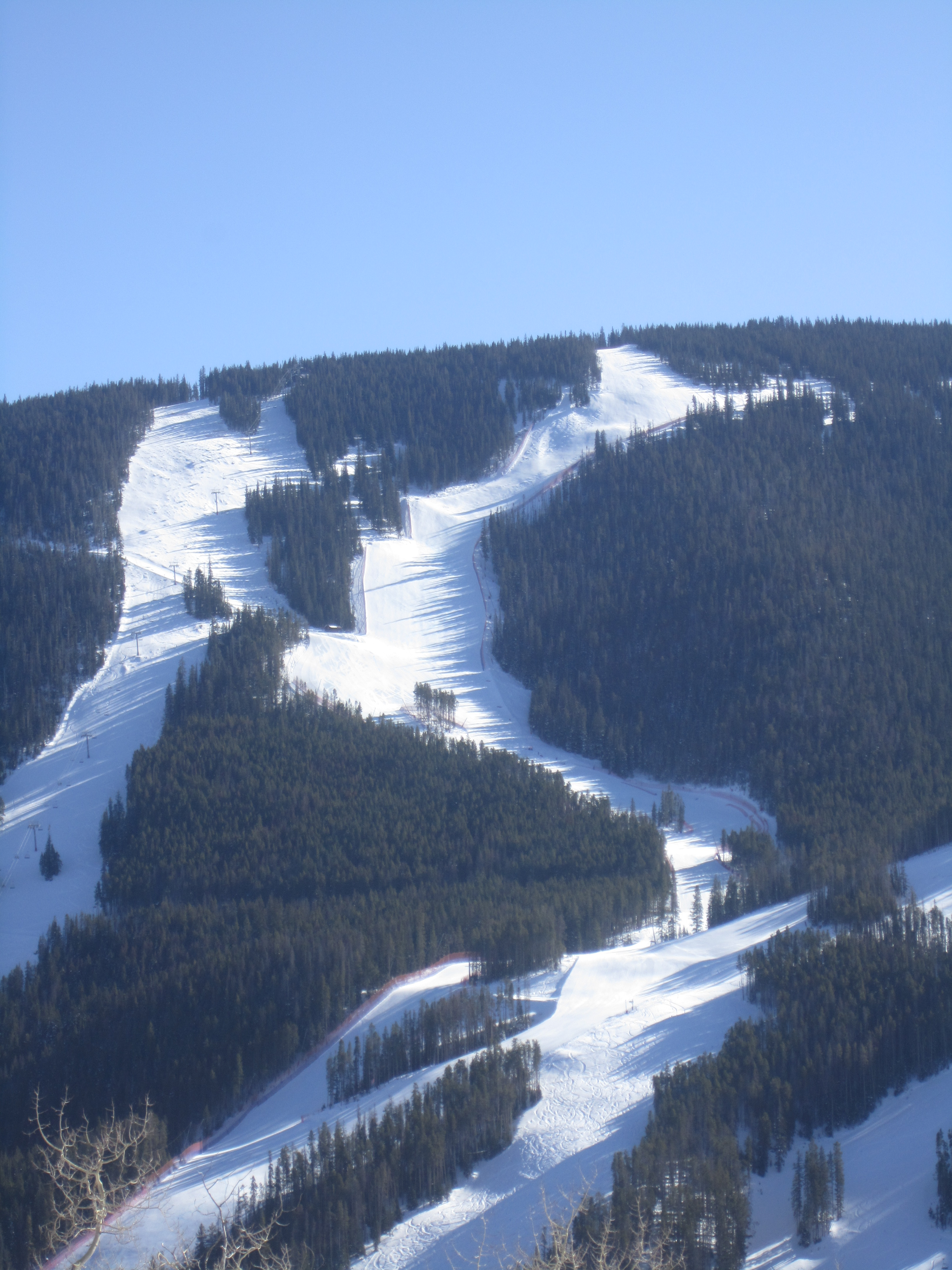
La pista Birds of Prey

Dopo aver terminato la sua carriera di sciatore divenne consigliere tecnico e tracciatore delle discese libere per la Federazione Internazionale Sci. Ha progettato piste di discesa libera per diversi Campionati mondiali e Giochi olimpici; tra queste la Birds of Prey di Beaver Creek, creata per i Mondiali del 1999 e considerata uno dei tracciati più impegnativi del Circo bianco, e la Roza Chutor di Krasnaja Poljana, costruita per ospitare le prove di sci alpino ai XXII Giochi olimpici invernali di Soči 2014.

### Altre attività
Già prima del ritiro dalle competizioni Russi era divenuto editorialista per il quotidiano svizzero Blick fin dal 1976. Dal 1980 è commentatore sportivo della Televisione svizzera tedesca e romancia, per la quale si occupa di sci alpino, affiancando sino al 2017 Matthias Hüppi. Dal 1977 al 1984 è stato sposato con Michèle Rubli, a sua volta sciatrice alpina.

## Palmarès

### Olimpiadi
- 2 medaglie, entrambe valide anche ai fini dei Mondiali:
  - 1 oro (discesa libera a Sapporo 1972)
  - 1 argento (discesa libera a Innsbruck 1976)

### Mondiali
- 1 medaglia, oltre a quelle conquistate in sede olimpica:
  - 1 oro (discesa libera[8] a Val Gardena 1970)

### Coppa del Mondo
- Miglior piazzamento in classifica generale: 5º nel 1971, nel 1972 e nel 1977
- Vincitore della Coppa del Mondo di discesa libera nel 1971 e nel 1972
- 28 podi (27 in discesa libera, 1 in slalom gigante):
  - 10 vittorie
  - 6 secondi posti
  - 12 terzi posti

#### Coppa del Mondo - vittorie
| Data             | Località               | Paese       | Specialità |
| ---------------- | ---------------------- | ----------- | ---------- |
| 15 febbraio 1970 | Val Gardena            | Italia      | DH         |
| 31 gennaio 1971  | Megève                 | Francia     | DH         |
| 13 febbraio 1971 | Mont-Sainte-Anne       | Canada      | GS         |
| 18 febbraio 1971 | Sugarloaf              | Stati Uniti | DH         |
| 5 dicembre 1971  | Sankt Moritz           | Svizzera    | DH         |
| 25 febbraio 1972 | Crystal Mountain       | Stati Uniti | DH         |
| 15 marzo 1972    | Val Gardena            | Italia      | DH         |
| 13 gennaio 1973  | Grindelwald            | Svizzera    | DH         |
| 3 febbraio 1973  | Sankt Anton am Arlberg | Austria     | DH         |
| 30 gennaio 1977  | Morzine                | Francia     | DH         |

Legenda:

DH = discesa libera

GS = slalom gigante

### Campionati svizzeri
- 4 medaglie[1]:
  - 3 ori (discesa libera[10] nel 1970; discesa libera, combinata nel 1971)
  - 1 bronzo (slalom gigante nel 1971)

### Campionati svizzeri juniores
- 3 medaglie[1]:
  - 1 oro (discesa libera nel 1968)
  - 1 argento (combinata nel 1968)
  - 1 bronzo (slalom speciale nel 1968)

## Riconoscimenti
Russi fu nominato "Sportivo dell'anno" in Svizzera nel 1970 e nel 1972. Sempre nel 1972 ricevette i premi "Skieur d'Or" ed "Etoile d'Or"; nel 1999 è stato premiato con lo "Skiing Legend Award".